# Dálnice R255 (Rusko)
Federální dálnice R255 Sibiř (rusky Федера́льная автомоби́льная доро́га Р255 «Сибирь») je silnice spojující ruská města Novosibirsk, Tomsk, Kemerovo, Krasnojarsk a Irkutsk. Jedná se o důležitou spojnici východní a západní části Ruska, neboť navazuje na dálnici R254 Irtyš a přechází dále v R258 Bajkal. Je součástí asijské silnice AH6.

## Trasa
- Celková délka činí 1860 km.
- Povrch je asfaltový a šířka jízdních pruhů činí 3,5 m.
- Podnebí v oblasti je kontinentální, léta jsou zde tedy velmi horká, zimy tuhé s nevelkými srážkami.
- Dálnice překonává řeky Tom, Kija, Čulym, Jenisej, Kan, Birjusa, Čuna, Oka, Ija, Belaja a Irkut.
- Až do roku 2015 se zde nacházel poslední nevyasfaltovaný úsek ruských federálních dálnic (17 km v Tulunském rajónu Irkutské oblasti).

## Galerie

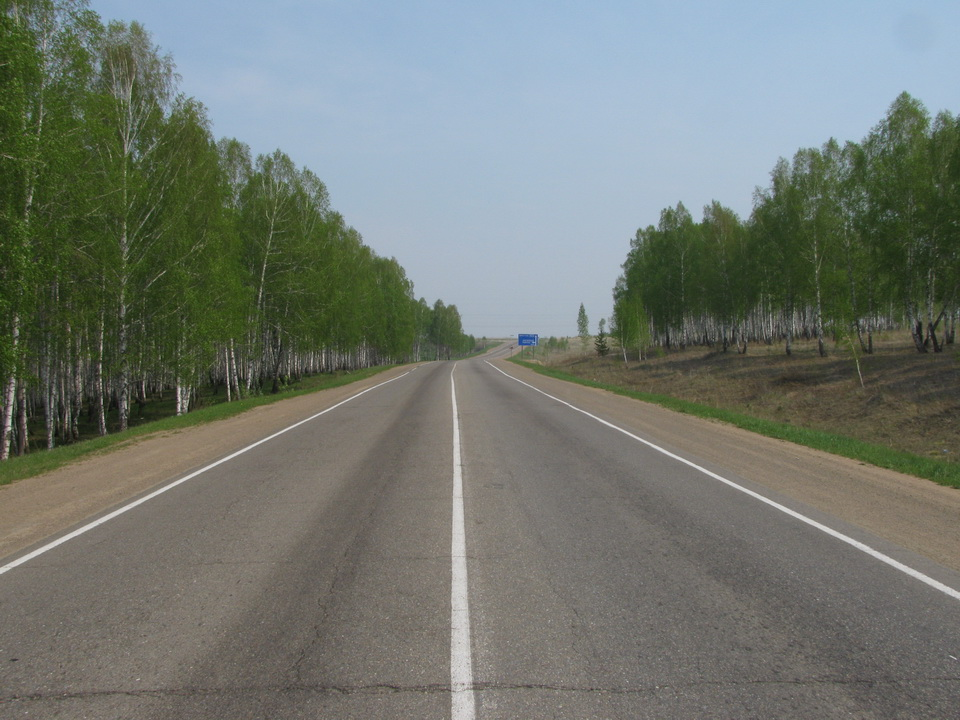
R255 v Krasnojarském kraji
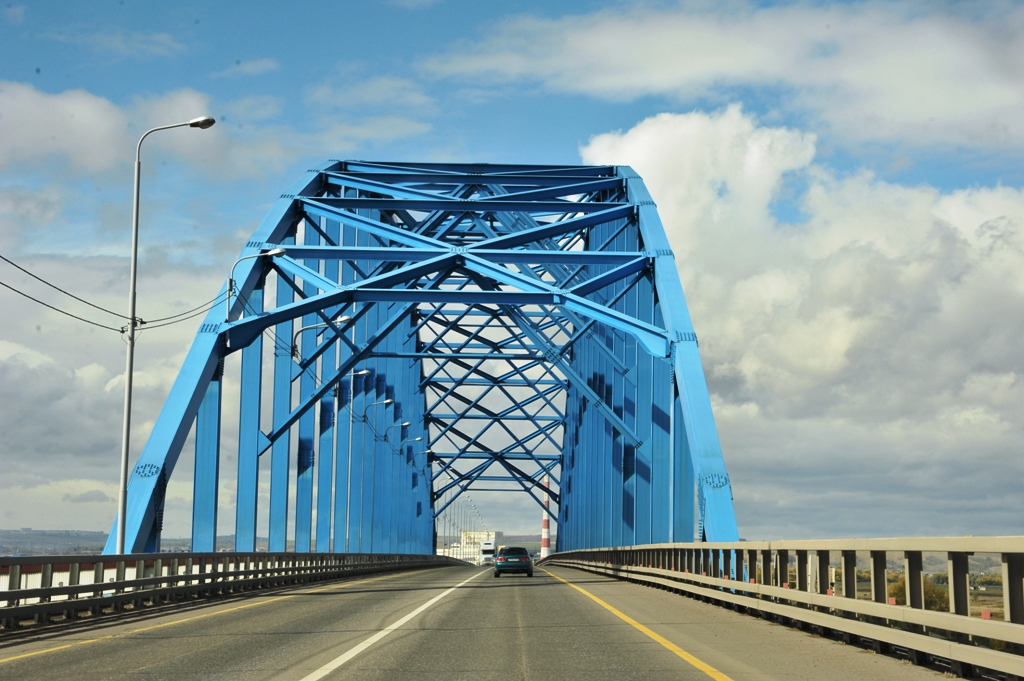
Most přes Jenisej, obchvat Krasnojarska
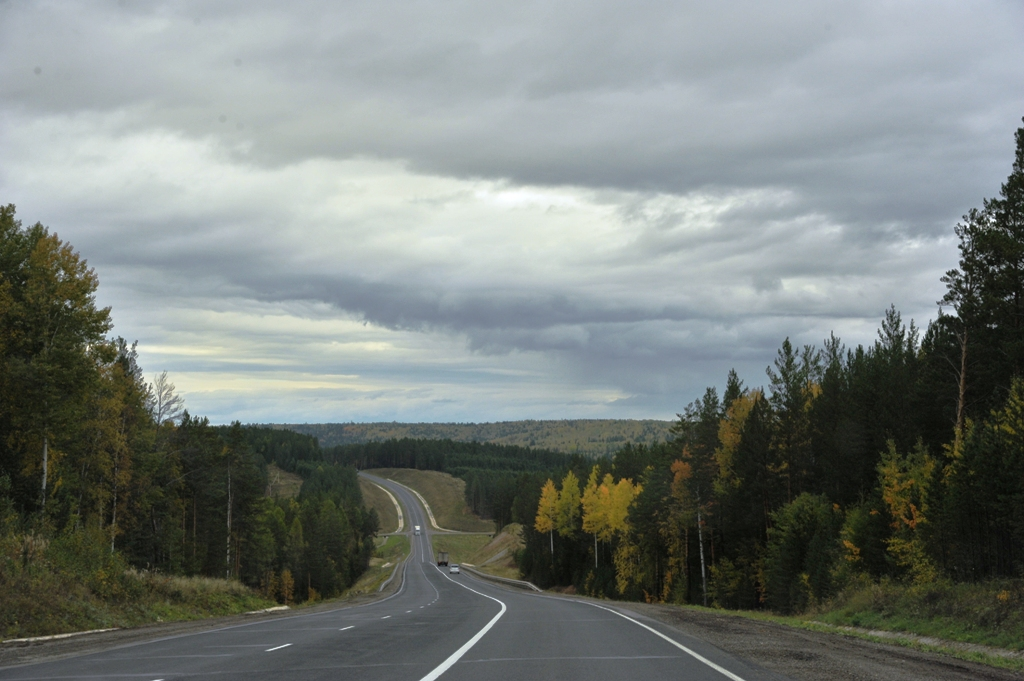
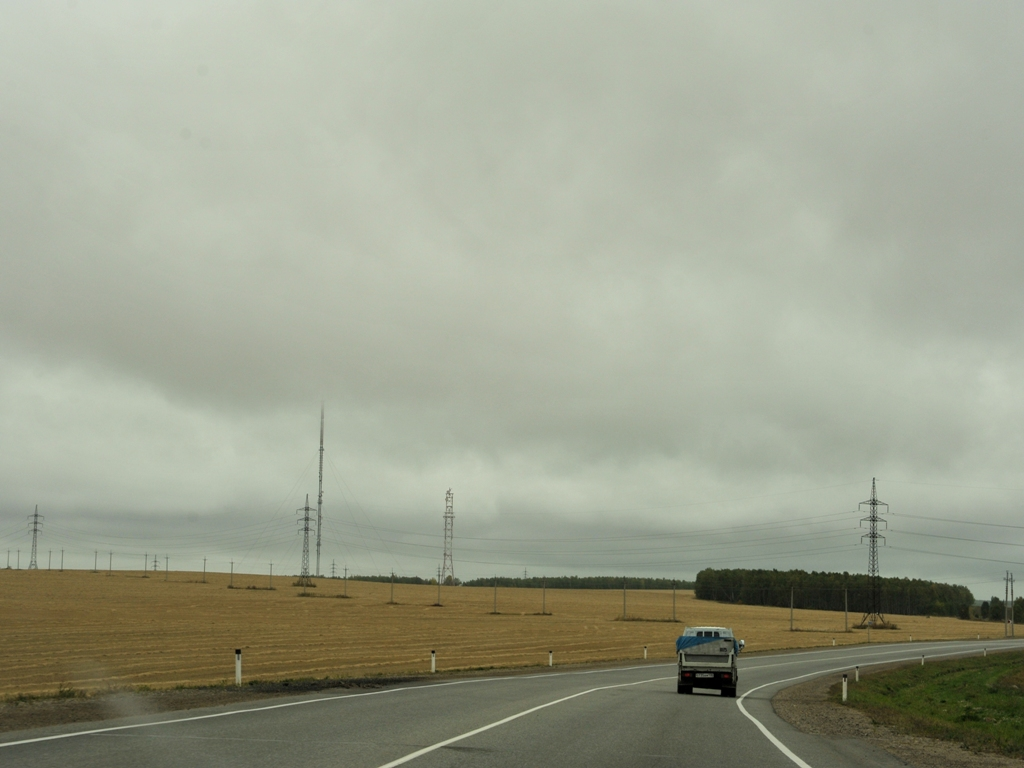
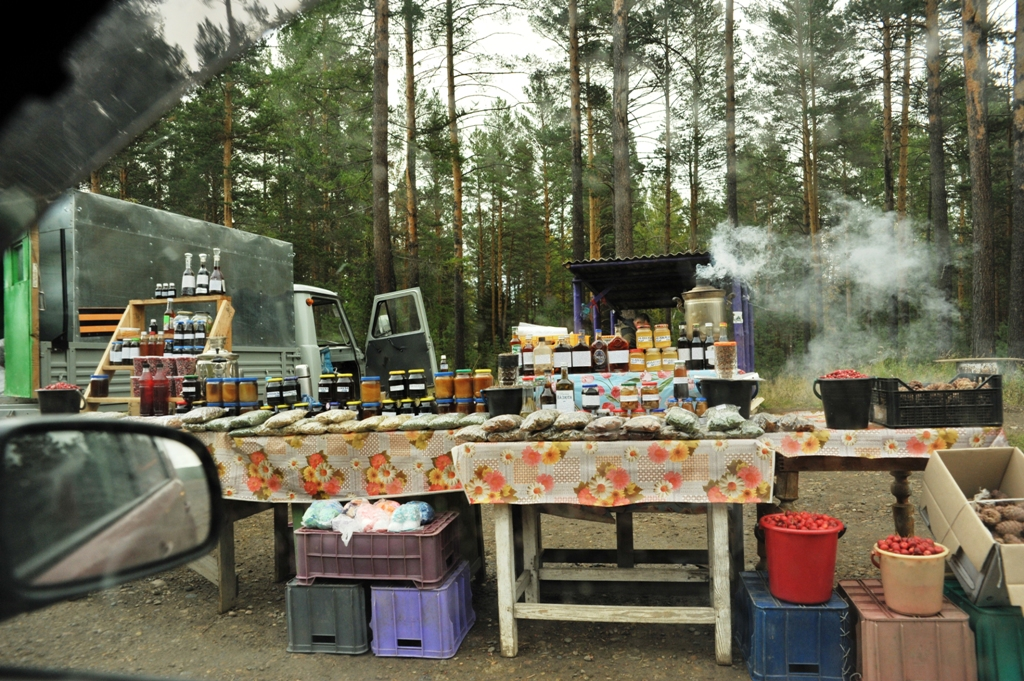
Prodej místních produktů